# Acht Karten
Acht Karten ist eine einfache Patience, die mit einem französischen Rommé-Blatt von 52 Karten gespielt wird.

## Spielweise
Wie die meisten Patiencen ist auch Acht Karten ein Kartenspiel für eine einzelne Person. Die Spielkarten, ein einfaches Romméblatt mit 52 Karten, werden gemischt und verdeckt als Stapel (Talon) vor dem Spieler platziert. Die Kartenwerte entsprechen bei den Zahlenspielkarten der Augenzahl, beim Ass der Eins und bei den Bildwerten (Bube, Dame und König) jeweils 11. Die obersten acht Karten werden aufgenommen und offen in Form eines Rechtecks platziert:
|  |  |  |  |
|  |  |  |  |

Aus der Auslage heraus werden unabhängig von der Kartenfarbe Paare von jeweils 11 Punkten entnommen und zur Seite gelegt. Zusätzlich werden auch einzelne Bildwerte, die allein den Wert 11 haben, entnommen. Entstandene Lücken werden durch neue Karten vom Talon aufgefüllt. Zwei Mal innerhalb des Spiels kann der Spieler eine neunte Karte als Hilfskarten aufdecken.
Wenn trotz der Hilfskarte keine Paare mehr gebildet werden können, ist die Patience nicht aufgegangen und das Spiel verloren. Kann der Talon durchgespielt werden, hat der Spieler gewonnen.
Das Spiel ähnelt der Patience Die gute Dreizehn, bei der allerdings zehn Karten ausgelegt und jeweils Paare und Einzelkarten mit 13 Punkten entfernt werden.

## Belege
1. 1 2 3  „Acht Karten.“ In: Vojtěch Omasta: Patience. Neue und alte Spiele. Slovart-Verlag, Bratislava 1985, OCLC 313534882.
2. ↑  „Die gute Dreizehn.“ In: Irmgard Wolter-Rosendorf: Patiencen in Wort und Bild (= Falken-Bücherei. Band 63). Falken-Verlag, Niedernhausen/Ts. 1994, ISBN 3-8068-2003-1, S. 10–11.